# Robert Taube
Robert Taube (né le 15 mars 1880 à Riga; mort le 18 août 1961 à Berlin) fut un acteur allemand.

## Filmographie partielle
- 1923 : I.N.R.I. de Robert Wiene
- 1924 : Sous l'Inquisition de Richard Oswald
- 1925 : Die Frau mit dem schlechten Ruf de Benjamin Christensen